# Llista d'ocells de San Marino
Aquesta llista d'ocells de San Marino inclou les 97 espècies d'ocells trobats a San Marino.
Els ocells s'ordenen per ordre i família.

## Anseriformes

### Anatidae
- Ànec coll-verd (Anas platyrhynchos)

## Podicipediformes

### Podicipedidae
- Cabusset (Tachybaptus ruficollis)
- Cabussó emplomallat (Podiceps cristatus)

## Ciconiiformes

### Ardeidae
- Martinet menut (Ixobrychus minutus)

## Falconiformes

### Accipitridae
- Aligot vesper (Pernis apivorus)
- Milà negre (Milvus migrans)
- Aligot comú (Buteo buteo)
- Esparver vulgar (Accipiter nisus)

### Pandionidae
- Àguila pescadora (Pandion haliaetus)

### Falconidae
- Xoriguer comú (Falco tinnunculus)
- Falcó pelegrí (Falco peregrinus)

## Galliformes

### Phasianidae
- Guatlla (Coturnix coturnix)

## Gruiformes

### Rallidae
- Rascló (Rallus aquaticus)
- Polla d'aigua (Gallinula chloropus)
- Fotja vulgar (Fulica atra)

## Charadriiformes

### Scolopacidae
- Xivitona vulgar (Actitis hypoleucos)

### Laridae
- Gavina vulgar (Larus ridibundus)

## Columbiformes

### Columbidae
- Colom roquer (Columba livia)
- Xixella (Columba oenas)
- Tudó (Columba palumbus)
- Tórtora (Streptopelia turtur)
- Tórtora turca (Streptopelia decaocto)

## Cuculiformes

### Cuculidae
- Cucut (Cuculus canorus)

## Strigiformes

### Tytonidae
- Òliba (Tyto alba)

### Strigidae
- Gamarús (Strix aluco)
- Mussol comú (Athene noctua)
- Mussol banyut (Asio otus)

## Caprimulgiformes

### Caprimulgidae
- Enganyapastors (Caprimulgus europaeus)

## Apodiformes

### Apodidae
- Falciot negre (Apus apus)

## Coraciiformes

### Alcedinidae
- Blauet (Alcedo atthis)

### Upupidae
- Puput (Upupa epops)

## Piciformes

### Picidae
- Colltort (Jynx torquilla)
- Picot garser petit (Dendrocopos minor)
- Picot garser gros (Dendrocopos major)
- Picot negre (Dryocopus martius)
- Picot verd (Picus viridis)

## Passeriformes

### Alaudidae
- Cotoliu (Lullula arborea)
- Alosa vulgar (Alauda arvensis)

### Hirundinidae
- Oreneta de ribera (Riparia riparia)
- Oreneta vulgar (Hirundo rustica)
- Oreneta cuablanca (Delichon urbicum)

### Motacillidae
- Cuereta groga (Motacilla flava)
- Cuereta torrentera (Motacilla cinerea)
- Cuereta blanca (Motacilla alba)
- Titella (Anthus pratensis)

### Regulidae
- Reietó (Regulus regulus)
- Bruel (Regulus ignicapilla)

### Troglodytidae
- Caragolet (Troglodytes troglodytes)

### Prunellidae
- Pardal de bardissa (Prunella modularis)

### Turdidae
- Merla (Turdus merula)
- Griva cerdana (Turdus pilaris)
- Tord comú (Turdus philomelos)
- Tord ala-roig (Turdus iliacus)
- Griva (Turdus viscivorus)

### Sylviidae
- Tallarol gros (Sylvia borin)
- Tallarol xerraire (Sylvia curruca)
- Tallarol de casquet (Sylvia atricapilla)
- Mosquiter comú (Phylloscopus collybita)
- Tallareta vulgar (Sylvia communis)
- Boscarla de canyar (Acrocephalus scirpaceus)

### Muscicapidae
- Papamosques gris (Muscicapa striata)
- Bitxac rogenc (Saxicola rubetra)
- Còlit gris (Oenanthe oenanthe)
- Saxicola rubicola
- Cotxa cua-roja (Phoenicurus phoenicurus)
- Cotxa fumada (Phoenicurus ochruros)
- Rossinyol (Luscinia megarhynchos)
- Pit-roig (Erithacus rubecula)

### Aegithalidae
- Mallerenga cuallarga (Aegithalos caudatus)

### Paridae
- Mallerenga carbonera (Parus major)
- Mallerenga d'aigua (Parus palustris)
- Mallerenga petita (Parus ater)
- Mallerenga blava (Parus caeruleus)

### Sittidae
- Pica-soques blau (Sitta europaea)

### Certhiidae
- Raspinell comú (Certhia brachydactyla)

### Oriolidae
- Oriol (Oriolus oriolus)

### Laniidae
- Escorxador (Lanius collurio)

### Corvidae
- Gaig (Garrulus glandarius)
- Gralla (Corvus monedula)
- Cornella negra (Corvus corone)
- Corb (Corvus corax)
- Garsa (Pica pica)
- Graula (Corvus frugilegus)

### Sturnidae
- Estornell vulgar (Sturnus vulgaris)

### Passeridae
- Pardal xarrec (Passer montanus)

### Fringillidae
- Pinsà comú (Fringilla coelebs)
- Pinsà mec (Fringilla montifringilla)
- Verdum (Carduelis chloris)
- Cadernera (Carduelis carduelis)
- Lluer (Carduelis spinus)
- Passerell comú (Carduelis cannabina)
- Gafarró (Serinus serinus)
- Durbec (Coccothraustes coccothraustes)

### Emberizidae
- Verderola (Emberiza citrinella)
- Cruixidell (Emberiza calandra)
- Repicatalons (Emberiza schoeniclus)
- Hortolà (Emberiza hortulana)[1]